# Ханна, Джон
Джон Дэ́вид Ха́нна (англ. John David Hannah; род. 23 апреля 1962) — британский актёр.

## Биография
Джон Ханна родился в Ист-Килбрайде около Глазго, был самым младшим ребёнком в семье, состоявшей из отца, матери и двух старших сестёр. Его мать, Сьюзен, работала уборщицей в Marks & Spencer, а отец, Джон, работал слесарем. Джон окончил среднюю школу в Клермонте и собирался стать инженером-электриком. В Ист-Килбрайде он участвовал в местном театральном кружке, последовав совету знакомых, решил поступить в Королевскую Шотландскую Академию Музыки и Драмы.

## Карьера
После окончания учёбы Ханна продолжал участвовать в театральных постановках — в частности, исполнял заглавную роль в постановке комедии
«Эписин, или Молчаливая женщина» Королевской шекспировской труппы 1989 года. Он снимался в короткометражных фильмах и телепередачах, в том числе играя и в главных ролях. В 1994 году в фильме «Четыре свадьбы и одни похороны» Джон сыграл роль Мэтью, которая принесла ему известность. После первой интересной роли Джону предложили сыграть маньяка-убийцу в фильме «Правда или вызов». Также он сыграл комичную роль вороватого и юморного Джонатана в фильме «Мумия» (1999). После чего в 2001 последовало продолжение «Мумия возвращается» с участием Ханны в той же роли. В 1998 году Джону предложили сыграть роль романтика, цитирующего Монти Пайтона в мелодраме «Осторожно, двери закрываются». В 2002 Ханна появился в качестве приглашенного актёра в сериалах «Шпионка» (2001), «Фрейзер» (2002) и «Карнавал» (2002). В 2006 Ханна сыграл также в драматических телесериалах «Новый закон улиц» (англ. New Street Law) и «Холодная кровь» (англ. Cold Blood).
24 декабря 1997 года Джон Ханна и продюсер Мюрреей Фергюсон основали кинокомпанию Clerkenwell Films. Первой их совместной работой стал телесериал «Ребус» (эпизоды «Чёрное и голубое» и «Висячие сады»). Сериал впоследствии перекупила компания SMG Productions, и Ханну в главной роли заменил Кен Скотт.
В 2010 году исполнил роль Квинта Лентула Батиата в историческом сериале американского кабельного канала Starz «Спартак: Кровь и песок», а затем и в приквеле «Спартак: Боги арены».

## Личная жизнь
20 января 1996 года Джон Ханна женился на актрисе Джоанне Рот, с которой встречался уже несколько лет. 11 февраля 2004 года у Джона и Джоанны родились близнецы, мальчик Гэбриэл и девочка Астрид.

## Фильмография
- 1990 — Харбурский бит / Harbour Beat — Нил Макбрайд
- 1994 — Четыре свадьбы и одни похороны / Four Weddings and a Funeral — Мэттью
- 1995 — Мадагаскарская кожа / Madagascar Skin — Гарри
- 1995 — Сон невинных / The Innocent Sleep — Джеймс
- 1996 — Последний провод / The Final Cut — Гилмор
- 1997 — Роман и отказ / Romance and Rejection
- 1997 — Фольксваген-жук / The Love Bug — Саймон Мур III
- 1997 — Банда Джеймса / The James Gang — Джеймс
- 1998 — Воскресший / Resurrection Man — Дарки Ларш
- 1998 — Осторожно, двери закрываются / Sliding Doors — Джеймс
- 1999 — Ураган / The Hurricane — Терри Суинтон
- 1999 — Мумия / The Mummy — Джонатан Карнахан
- 1999 — Нарушительница / The Intruder — Чарли
- 2000 — Ребус / Rebus (сериал, сезон 1) — инспектор Ребус
- 2000 — Обитель демонов / Pandaemonium — Уильям Вордсворт
- 2000 — Чужая игра / Circus — Лео
- 2001 — Мумия возвращается / The Mummy Returns — Джонатан Карнахан
- 2002 — Перед тем, как ты уйдешь / Before You Go — Майк
- 2002 — Доктор Джекил и мистер Хайд / Dr. Jekyll & Mr. Hyde — Джекил / Хайд
- 2002 — Любовь по случаю / I’m with Lucy — Даг
- 2003 — Я обвиняю (англ.) I Accuse — Ричард Дариан
- 2004 — Мисс Марпл Агаты Кристи / Agatha Christie Marple (сериал, эпизод «4:50 с вокзала Паддингтон»)
- 2007 — Сын призрака / Ghost son — Марк
- 2007 — Лузитания: Катастрофа в Атлантике (документальный) / Lusitania: Murder on the Atlantic (The Sinking of the Lusitania) — профессор Иан Холбаурн
- 2007 — Последний легион / The Last Legion — Нестор, сенатор
- 2008 — Мумия: Гробница императора драконов / The Mummy: Tomb of the Dragon Emperor — Джонатан Карнахан
- 2008 — Zip 'n Zoo (короткометражный) — Том
- 2008 — Пуаро Агаты Кристи / Agatha Christie’s Poirot (сериал, эпизод «Свидание со смертью / Appointment with Death») — доктор Жерар, французский психиатр
- 2008 — Лось и горная долина / Moose in the Glen — рассказчик
- 2010 — Спартак: Кровь и песок / Spartacus: Blood and Sand — Квинт Лентулий Батиат
- 2011 — Спартак: Боги арены / Spartacus: Gods of the Arena — Квинт Лентулий Батиат
- 2012 — Слова / The Words — Ричард Форд
- 2012 — Элементарно / Elementary — Рис Кинлан
- 2013 — The Wee Man — Том Макгроу
- 2013 — Рождественская свеча / The Christmas Candle — Уильям Барстоу
- 2014 — Стрельба для Сократа / Shooting for Socrates — Билли Бингхэм
- 2014 — Моё лето пинг-понга / Ping Pong Summer — Брендан Миракл
- 2015 — Кость в горле / Bone in the Throat — Салливан
- 2016 — Агенты «Щ.И.Т.» / Agents of S.H.I.E.L.D — доктор Холден Рэдклифф
- 2017 — Холистическое детективное агентство Дирка Джентли / Dirk Gently’s Holistic Detective Agency — Маг
- 2017 — Другая мать / Another Mother’s Son — Артур Форстер
- 2017 — Любовь всей моей жизни / Love of My Life — Ричард
- 2018 — Выжженная земля / Scorched Earth — Док
- 2018 — За бортом / Overboard — Колин
- 2019 — Сад вечерних туманов / The Garden of Evening Mists — Магнус Геммелл
- 2019 — Принцесса Эмми / Princess Emmy — король Карл (озвучка)[1]
- 2020 — В тылу врага / Enemy Lines — полковник Престон
- 2020 — Макс Клауд / Max Cloud — Ревенгор (Джастин)
- 2023 — Одни из нас / The Last of Us — Д-р Ньюман, эпидемиолог
- 2023 — Чёрное зеркало / Black Mirror (сериал, эпизод «Лох-Генри») — Ричард Кинг